# Henri Decoin
Henri Decoin (Parijs, 18 maart 1890 - Neuilly-sur-Seine, 4 juli 1969) was een Frans filmregisseur, scenarist en toneelschrijver.
Hij was een heel productief cineast, een veelfilmer die in 30 jaar tijd ongeveer 50 films verwezenlijkte. Hij pakte alle genres aan (politiefilm, thriller, komedie, historische film, ...) maar hij maakte vooral drama's. Hij werkte samen met Danielle Darrieux, Raimu, Jean Gabin, Michel Simon, Pierre Brasseur, allen monstres sacrés van de Franse cinema. Ook opkomende talenten zoals Françoise Arnoul en Lino Ventura gaf hij kansen.

## Leven en werk

### Afkomst en topsport
Henri Decoin werd geboren in een bescheiden milieu. Hij zette zijn studies vroeg stop om zich te concentreren op topsport. Hij speelde waterpolo en hij werd zwemkampioen 500 m vrije slag. In 1912 deed hij mee aan de Olympische Zomerspelen van Stockholm.

### Schrijver en debuut in de filmwereld
De Eerste Wereldoorlog maakte een einde aan zijn actieve sportcarrière en hij werd oorlogspiloot. Na de oorlog werd hij sportjournalist. In 1926 verscheen Quinze Rounds van zijn hand, het relaas van een boksmatch verteld vanuit het standpunt van de bokser zelf. Hij bleef schrijven : toneelstukken en scenario's. In 1929 werd hij regie-assistent en scenarist. Niet te verwonderen dat hij debuteerde met een sportfilm, het boksdrama Toboggan (1933) waarin de hoofdrol vertolkt werd door Georges Carpentier, de eerste Fransman die wereldkampioen boksen werd.

### Jaren dertig: ontmoeting met Danielle Darrieux
In 1934 ontmoette hij Danielle Darrieux die de hoofdrol speelde in de komedie L'Or dans la rue waarvoor hij het scenario had meegeschreven. Ze traden in het huwelijk in 1935. Zij werd zijn muze en speelde de hoofdrol in zijn zeven volgende films waaronder Le Domino vert (1935) en Abus de confiance (1937), twee drama's waarin ze Charles Vanel als tegenspeler had. Vooral de komedies die Darrieux en Decoin samen draaiden, inzonderheid Battement de cœur (1939) en Premier Rendez-vous (1941), kenden een enorm succes en lanceerden hun carrières. In 1941 kwam er een einde aan hun huwelijk maar na de scheiding bleven ze goede vrienden.

### Jaren veertig
De jaren veertig verliepen voorspoedig. Hij kreeg in 1942 de kans om twee films met Raimu te draaien: de tragikomedie Le Bienfaiteur en het drama Les Inconnus dans la maison naar de gelijknamige roman van Georges Simenon. Simenon inspireerde hem een tweede keer want hij verfilmde een jaar later ook het drama L'Homme de Londres. In de late jaren veertig draaide hij ook twee films met de beroemde toneelregisseur Louis Jouvet: de tragikomedie Les amoureux sont seuls au monde (1947) en de politiefilm Entre onze heures et minuit (1949).

### Vruchtbare jaren vijftig
De jaren vijftig waren de vruchtbaarste van zijn carrière. Hij verwezenlijkte toen 18 langspeelfilms. In die periode kon Decoin enkele keren een beroep doen op het dramatisch talent van Darrieux, onder meer voor een derde Simenonverfilming, het drama La Vérité sur Bébé Donge (1952) waar ze de affiche deelde met Jean Gabin. In 1955 werkte hij opnieuw samen met Gabin voor de politiefilm Razzia sur la chnouf, naar de gelijknamige roman van Auguste Le Breton. Hij leverde eveneens een enorm succesvolle film af met de musical Folies-Bergère (1957) waarin Zizi Jeanmaire en Eddie Constantine naast elkaar schitterden. 
Opvallend in die tijd waren ook de vijf films die hij draaide met Françoise Arnoul. Hij gebruikte haar sensuele verschijning onder meer in het succesrijke tijdens de Tweede Wereldoorlog gesitueerde spionagetweeluik  La Chatte (1958) en La chatte sort ses griffes (1959). In de politiefilm Dortoir des grandes (1953, naar een roman van Stanislas-André Steeman) vertolkte ze de vrouwelijke hoofdrol naast inspecteur Jean Marais. Met diezelfde Marais beleefde Decoin zijn laatste kassucces, de historische avonturenfilm Le masque de fer (1962, naar het werk van Alexandre Dumas).

### Privéleven
Na een eerste mislukt huwelijk hertrouwde hij met actrice Blanche Montel (1927-1934). Hij huwde een derde keer, ditmaal met Danielle Darrieux (1935-1941). Hij was de vader van schrijver Didier Decoin.
Henri Decoin overleed in 1969 op 79-jarige leeftijd in Parijs. 

## Filmografie

### Regisseur
- 1931 - À bas les hommes (korte film)
- 1933 - Les Requins du pétrole (regie samen met Rudolf Katscher)
- 1933 - Toboggan
- 1933 - Les Bleus du ciel
- 1935 - J'aime toutes les femmes (regie samen met Karel Lamač)
- 1935 - Le Domino vert (regie samen met Herbert Selpin)
- 1937 - Abus de confiance
- 1937 - Mademoiselle ma mère
- 1938 - Retour à l'aube
- 1939 - Battement de cœur
- 1941 - Premier Rendez-vous
- 1942 - Les Inconnus dans la maison
- 1942 - Mariage d'amour
- 1942 - Le Bienfaiteur
- 1943 - L'Homme de Londres
- 1943 - Je suis avec toi
- 1946 - La Fille du diable
- 1947 - Non coupable
- 1947 - Les Amants du pont Saint-Jean
- 1947 - Les amoureux sont seuls au monde
- 1949 - Entre onze heures et minuit
- 1949 - Au grand balcon
- 1950 - Trois Télégrammes
- 1951 - Clara de Montargis
- 1951 - La Vérité sur Bébé Donge
- 1952 - Le Désir et L'Amour
- 1952 - Les Amants de Tolède (regie samen met Fernando Palacios)
- 1953 - Secrets d'alcôve (episode van een sketchenfilm)
- 1953 - Dortoir des grandes
- 1954 - Bonnes à tuer
- 1954 - Les Intrigantes
- 1955 - Razzia sur la chnouf
- 1955 - L'Affaire des poisons
- 1957 - Folies-Bergère
- 1957 - Le Feu aux poudres
- 1957 - Tous peuvent me tuer
- 1957 - Charmants Garçons
- 1958 - La Chatte
- 1958 - Pourquoi viens-tu si tard ?
- 1959 - La chatte sort ses griffes
- 1959 - Nathalie, agent secret
- 1960 - Tendre et violente Elisabeth
- 1961 - Maléfices
- 1961 - La Française et l'Amour (sketchenfilm, episode L'Enfance)
- 1961 - Le Pavé de Paris
- 1962 - Le masque de fer
- 1963 - Casablanca nid d'espions
- 1963 - Les Parias de la gloire
- 1964 - Nick Carter va tout casser

### Scenarist
- 1925 - Le Roi de la pédale (Maurice Champreux)
- 1926 - Le P'tit Parigot (René Le Somptier)
- 1931 - Le Chanteur inconnu (Victor Tourjansky)
- 1931 - Un soir de rafle (Carmine Gallone)
- 1932 - Le Chant du marin (Carmine Gallone)
- 1934 - L'Or dans la rue (Curtis Bernhardt)
- 1947 - Capitaine Blomet (Andrée Feix)
- 1949 - Portrait d'un assassin (Bernard-Roland)

## Schrijver
- 1926 - Quinze rounds: histoire d'un combat (roman)
- 1932 - Hector (toneelstuk)
- 1937 - Jeux dangereux (toneelstuk)
- 1936 - Normandie (toneelstuk)
- 1952 - Oublions le passé (toneelstuk)